# Edwin M. Stanton
Pour les articles homonymes, voir Stanton.
Edwin McMasters Stanton, né le 19 décembre 1814 à Steubenville (Ohio) et mort le 24 décembre 1869 à Washington (district de Columbia), est un juriste et homme politique américain. 

## Biographie
Membre du Parti démocrate puis du Parti républicain, il est procureur général des États-Unis entre 1860 et 1861 dans l'administration du président James Buchanan puis secrétaire à la Guerre entre 1862 et 1868 dans l'administration du président Abraham Lincoln et dans celle de son successeur Andrew Johnson, lors de la guerre de Sécession.
Il a contribué à organiser les ressources militaires massives de l'Union et à la guider vers la victoire. Il n’en a pas moins été critiqué par de nombreux généraux de l’Union qui le trouvaient trop prudent et pour sa gestion trop pointilleuse. C’est lui également qui a organisé la traque pour arrêter John Wilkes Booth l’assassin du président Lincoln,.
Après cet assassinat, il conserva le secrétariat d’État à la guerre sous le nouveau président des États-Unis, Andrew Johnson, pendant les premières années de la Reconstruction, mais il s’opposa à la politique conciliante de celui-ci vis-à-vis des anciens États confédérés. La tentative de Johnson de le priver de ses fonctions n’aboutit qu’à la mise en accusation du président par les Républicains radicaux devant la Chambre des représentants pour violation de la Tenure of Office Act. Stanton renoua avec ses activités d’avocat après avoir pris sa retraite en tant que secrétaire d’État à la guerre et, en 1869, Ulysses Grant, successeur de Johnson le nomma juge assesseur à la Cour suprême ; il mourut cependant quatre jours après que sa nomination eut été confirmée par le Sénat.

## Dans la culture populaire
- En 2012, son rôle est interprété par Bruce McGill dans le film Lincoln de Steven Spielberg.

- Il est incarné par Tobias Menzies dans la mini-série de 2024 Manhunt (en)  qui suit la traque de John Wilkes Booth, interprété par Anthony Boyle, menée par Edwin Stanton, après l’assassinat d’Abraham Lincoln.